# Panzano in Chianti

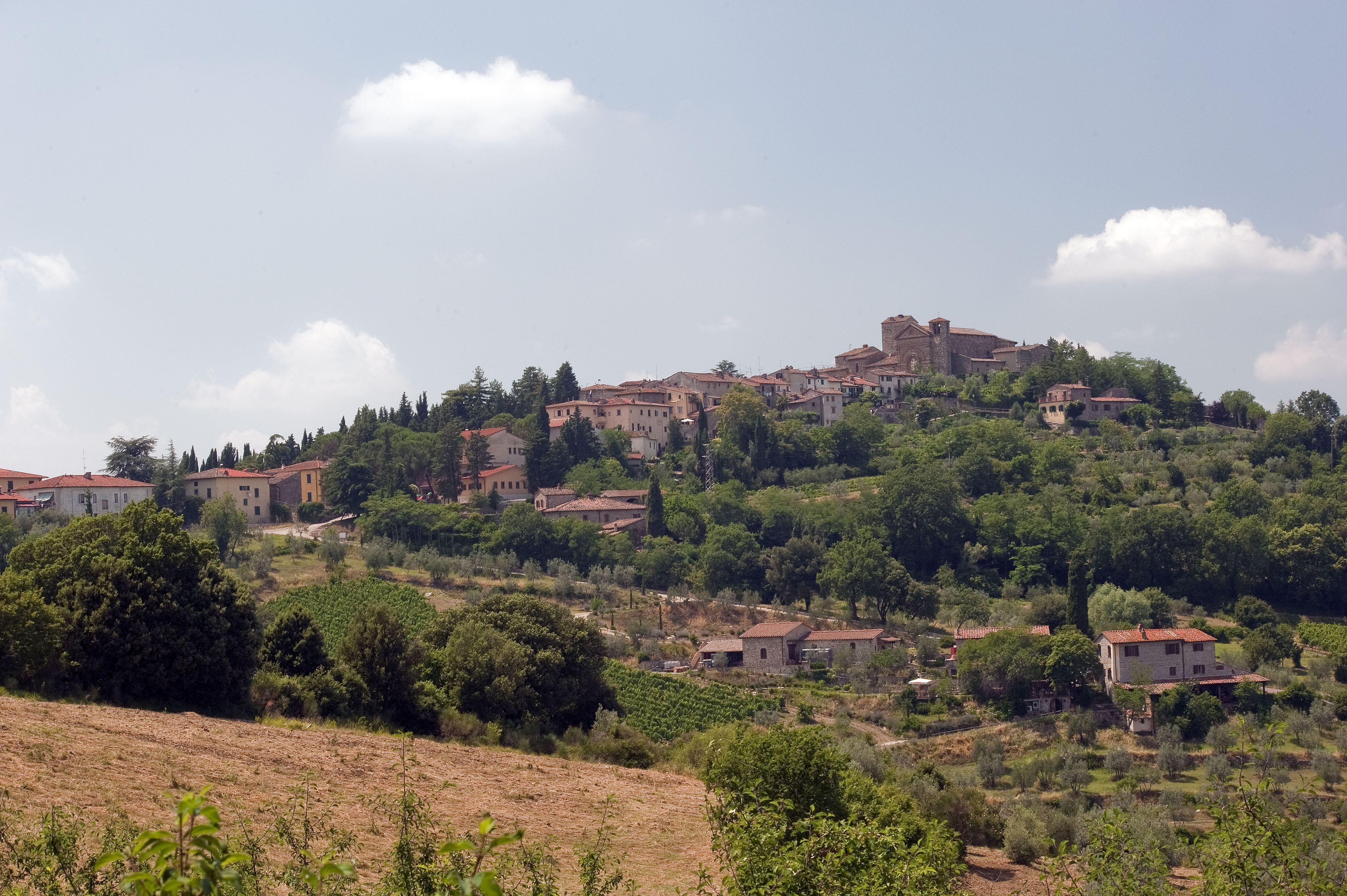
Panzano in Chianti.

Panzano in Chianti es una fracción geográfica (o fraccione) italiana que se encuentra en la comuna de Greve in Chianti, en la provincia de Florencia.

## Historia
El área de Panzano estuvo habitada en la antigüedad por los etruscos como confirma el descubrimiento de una estela, posiblemente perteneciente a los siglos VI a. C. – V a. C., en la iglesia de San Leolino. La localidad tuvo un pasado sangriento causado por las numerosas batallas entre Siena y Florencia. En el siglo X varias familias aristocráticas de la zona de Chianti decidieron construir fortalezas y castillos en Panzano, con el objetivo de proteger sus tierras de posibles invasiones. La tasa de construcción aumentó entre el siglo XI y el siglo XII. Se estima que en este periodo se construyó el castillo de Panzano, en una de las zonas más elevadas, y que este perteneció a la familia Firidolfi. En el siglo XIV el castillo, que es donde se encontraba concentrada la mayoría de la población de la zona, pasó a formar parte de la jurisdicción de la Liga del valle de Greve. El castillo de Panzano sirvió como bastión de defensa a las tropas florentinas durante la guerra contra los sieneses y los aragoneses, y fue la sede del comisionado de la República de Florencia. Es así que en 1478 el castillo fue invadido por las tropas del rey Fernando II de Aragón, junto con las tropas sienesas. Entre 1890 y 1903 se erigió dentro del castillo la iglesia de Santa Maria Assunta in Cielo, en el lugar ocupado por una antigua iglesia medieval.